# Chaeyeon
Lee Chae-yeon (en hangul, 이채연; en hanja, 李蔡姸; romanización revisada, I Chae-yeon; McCune-Reischauer, Yi Ch'ae-yŏn; Nonsan, 11 de enero de 2000), más conocida como Chaeyeon, es una cantante y bailarina surcoreana. Formó parte del grupo surcoreano Iz*One tras posicionarse en el décimo segundo puesto del programa Produce 48 de Mnet. Debutó como solista el 12 de octubre de 2022 con su miniálbum Hush Rush.

## Biografía y carrera

### 2000-2018: Primeros años e inicios en su carrera musical
Chaeyeon nació el 11 de enero de 2000 en Nonsan, Corea del Sur. Asistió a la Seocheon High School, donde se graduó en febrero de 2020. Tiene dos hermanas menores, Chaeryeong –integrante de Itzy– y la actriz Chaemi.
Chaeyeon apareció por primera vez en televisión junto a su hermana menor, Chaeryeong, durante la tercera temporada de K-pop Star en el año 2013. Tanto ella como su hermana fueron eliminadas del programa, sin embargo pudieron unirse a JYP Entertainment como aprendices. Luego, en 2015, participó en el programa de supervivencia Sixteen, en el que se formó al grupo Twice. Fue eliminada en el tercer episodio y no pudo debutar. Un tiempo después de ser eliminada de Sixteen, abandonó JYP y se unió a WM Entertainment.
Del 15 de junio al 31 de agosto de 2018, Chaeyeon representó a WM Entertainment en el programa Produce 48. Finalmente ocupó el décimo segundo lugar y debutó con Iz*One. El 29 de octubre de 2018, se lanzó el primer EP del grupo, Color*Iz, con «La Vie en Rose» como sencillo principal.

### 2021-presente: Debut como solista
El 29 de abril de 2021, Iz*One se disolvió tras el vencimiento de su contrato. El 11 de julio del mismo año, se anunció que participaría en el programa Street Woman Fighter como una de las integrantes del equipo de baile Want. En septiembre, se anunció que Chaeyeon y sus antiguas compañeras de Iz*One Yuri y Hyewon serían las presentadoras de un nuevo programa web titulado Adola Travel Agency: Cheat-ing Trip. El 13 de diciembre, apareció junto a Chani de SF9 en un breve vídeo promocional para la Organización de Turismo de Busan.
El 15 de septiembre de 2022, WM Entertainment confirmó que Chaeyeon haría su debut como solista en octubre. El 21 de septiembre, se publicó un teaser en el que se anunciaba su primer EP, Hush Rush, que se lanzó el 12 de octubre.

## Discografía

### EP
| Título        | Detalles | Mejor posición | Ventas        |
| Título        | Detalles | KOR            | Ventas        |
| ------------- | --- | -------------- | ------------- |
| Hush Rush     | - Lanzamiento: 12 de octubre de 2022 - Discográfica: WM Entertainment - Formatos: CD, descarga, streaming | 10             | - KOR: 36 589 |
| Over the Moon | - Lanzamiento: 12 de abril de 2023 - Discográfica: WM Entertainment - Formatos: CD, descarga, streaming Lista de canciones 1. «Intro: Line by Line» 2. «Knock» 3. «I Don't Wanna Know» 4. «Don't Be a Jerk» 5. «Like a Star» | 9              | - KOR: 31 066 |
| Showdown      | - Lanzamiento: 3 de julio de 2024 - Discográfica: WM Entertainment - Formatos: CD, descarga digital, streaming Lista de canciones 1. «Don't» 2. «Summer Heat» 3. «Supernatural» 4. «Standing on My Own» 5. «Dreaming»        | 26             | - KOR: 15 614 |

### Álbumes sencillo
| Título           | Detalles | Posicionamiento en listas | Ventas        |
| Título           | Detalles | KOR                       | Ventas        |
| ---------------- | --- | ------------------------- | ------------- |
| The Move: Street | - Lanzamiento: 6 de septiembre de 2023 - Discográfica: WM Entertainment - Formatos: CD, descarga digital, streaming Lista de canciones 1. «Intro: Shangri-La» 2. «Let's Dance» 3. «Cave» | 11                        | - KOR: 19 351 |

### Sencillos
| Título                                                                                 | Año  | Mejor posición | Álbum            |
| Título                                                                                 | Año  | KOR            | Álbum            |
| -------------------------------------------------------------------------------------- | ---- | -------------- | ---------------- |
| «Hush Rush»                                                                            | 2022 | —              | Hush Rush        |
| «Knock»                                                                                | 2023 | 26             | Over the Moon    |
| «Let's Dance»                                                                          | 2023 | —              | The Move: Street |
| «Don't»                                                                                | 2024 | —              | Showdown         |
| «Talk to Me» (말을 해줘; con Ha Sung-woon)                                             | 2024 | —              | Sin álbum        |
| «–» indica que el lanzamiento no se posicionó en la lista o no se lanzó en esa región. |      |                |                  |

### Otras canciones en listas
| Título                | Año  | Posicionamiento en listas | Álbum            |
| Título                | Año  | KOR Down.                 | Álbum            |
| --------------------- | ---- | ------------------------- | ---------------- |
| «Danny»               | 2022 | 91                        | Hush Rush        |
| «Aquamarine»          | 2022 | 98                        | Hush Rush        |
| «Same But Different»  | 2022 | 107                       | Hush Rush        |
| «Intro: Line by Line» | 2023 | 168                       | Over the Moon    |
| «I Don't Wanna Know»  | 2023 | 138                       | Over the Moon    |
| «Don't Be a Jerk»     | 2023 | 125                       | Over the Moon    |
| «Like a Star»         | 2023 | 134                       | Over the Moon    |
| «Intro: Shangri-La»   | 2023 | 190                       | The Move: Street |
| «Cave»                | 2023 | 145                       | The Move: Street |
| «Summer Heat»         | 2024 | 149                       | Showdown         |
| «Supernatural»        | 2024 | 155                       | Showdown         |
| «Standing on My Own»  | 2024 | 153                       | Showdown         |
| «Dreaming»            | 2024 | 161                       | Showdown         |

### Composiciones
Todos los créditos son adaptados de la base de datos de la Korea Music Copyright Association, a menos de que se indique lo contrario.
| Título        | Año  | Artista    | Álbum         | Letras | Música |
| ------------- | ---- | ---------- | ------------- | ------ | ------ |
| «With*One»    | 2020 | Iz*One     | Oneiric Diary | Yes    | No     |
| «Like a Star» | 2023 | Ella misma | Over the Moon | Yes    | No     |
| «Don't»       | 2024 | Ella misma | Showdown      | Yes    | No     |
| «Dreaming»    | 2024 | Ella misma | Showdown      | Yes    | No     |